# Manuel Aranzadi
Manuel Aranzadi Irujo, también Manuel Arantzadi Irujo (Estella, Navarra 31 de marzo de 1882- Pamplona, 25 de abril de 1942). Abogado y político español de ideología nacionalista vasca.

## Biografía
Su madre bordó la ikurriña que se ondeó en la Gamazada. Junto con su primo Manuel de Irujo Ollo fueron pioneros del nacionalismo vasco en Navarra. Miembro activo del Napar Buru Batzar del Partido Nacionalista Vasco (PNV).
En 1909 fue uno de los fundadores del Centro Vasco de Pamplona. Diputado a Cortes por Navarra en 1918 en entente con los integristas y los mauristas y en 1923 integrado en Alianza Foral con los jaimistas.
Solicitó en las Cortes la Reintegración foral para modernizar las instituciones vascas, sin cuestionar en ningún momento la españolidad de Vasconia ni la Ley de Fueros de Navarra de 1841 que consideraba que no estaba cumplida. Fue contrario a las posturas independentistas.
Fundador de la Sociedad de Estudios Vascos (Eusko Ikaskuntza) en 1918, de la que fue un firme puntal en todas sus gestiones autonomistas, y de La Voz de Navarra en 1923.
Creador e inspirador, en 1929, de las recopilaciones legislativas y jurisprudenciales que hoy se conocen con el nombre de El Aranzadi, es decir, el "Repertorio Cronológico de Legislación y el Repertorio de Jurisprudencia", con sus específicos y respectivos "Índice Progresivo de Legislación e Índice Progresivo de Jurisprudencia". Miembro del Consejo de Administración de Jaureguizar S.A., fundada por su padre Estanislao Aranzadi Izcue.
Colaboró en 1930, dentro de la sociedad de Estudios Vascos, en la preparación del Estatuto Vasco-Navarro
Tuvo disensiones importantes durante la Segunda República Española con la dirección del PNV. Esta les obligaba a participar en la Coalición católico-fuerista profundamente antirrepublicana. Finalmente, se impuso la tesis de la dirección, tras defenestrar la lista presentada por los nacionalistas navarros con Aranzadi a la cabeza y colocar en la lista con los católicos-fueristas de José Antonio Aguirre. Esto se convertiría en un grave error por llevar a la enemistad con los republicanos, hundimiento del Estatuto y desprestigio del nacionalismo en Navarra.
Al estallar la guerra civil, Aranzadi se presentó voluntario con los sublevados, a tenor del comunicado de adhesión del N.B.B. al alzamiento antirrepublicano.